# Kewa
Kewa là một chi thực vật có hoa, bao gồm các loài có thân mọng nước, có nguồn gốc từ miền đông và miền nam châu Phi, bao gồm Saint Helena và Madagascar. Chi này bao gồm những cây bụi hoặc thảo mộc nhỏ tạo thành đệm và chiếc lá có vị chua, ăn được. Kewa là chi duy nhất trong họ Kewaceae .
Những loài này trước đây được đưa vào chi Hypertelis của họ Molluginaceae, nhưng các nghiên cứu phân tử đã chỉ ra rằng hầu hết không thuộc về chi này mà có họ hàng khá xa với họ Molluginaceae, được xếp vào một nhánh bao gồm Aizoaceae, Gisekiaceae và Barbeuiaceae. Chỉ còn loài điển hình Hypertelis spergulacea trong họ Molluginaceae; tất cả được chuyển đến chi Kewa, được đặt tên theo Kew, nơi có Vườn Bách thảo Hoàng gia Kew.
Các loài được chuyển đến chi Kewa từ Hypertelis vào năm 2014 gồm:
- Kewa acida (Hook.f. ) Christenh. – Thánh Helena
- Kewa angrae-pequenae (Friedrich) Christenh. – Namibia, Nam Phi
- Kewa arenicola (Sond. ) Christenh. - Nam Phi
- Kewa bowkeriana (Sond. ) Christenh. – Ethiopia, Kenya, Tanzania, Mozambique, Zimbabwe, Botswana, Namibia, Nam Phi
- Kewa caespitosa (Friedrich) Christenh. – Namibia, Nam Phi
- Kewa saloloides (Burch. ) Christenh. – Mozambique, Angola, Namibia, Nam Phi
- Kewa suffruticosa (Baker) Christenh. – Madagasca
- Kewa trachysperma (Adamson) Christenh. - Nam Phi

Cây sống lâu năm nhưng tương đối ngắn. Chúng có thể dễ dàng được nhân giống từ hạt và tạo thành những cây bụi giống như chiếc đệm hấp dẫn với những chiếc lá có lông và những bông hoa trắng đầy sao.